# لا اسپونیلا
لا اسپونیلا (به اسپانیایی: L'Espunyola) یک شهرستان در اسپانیا است که در بارسلون واقع شده‌است.

## خصوصیات
لا اسپونیلا ۳۵٫۴۶ کیلومترمربع مساحت و ۲۶۹ نفر جمعیت دارد و ۸۰۴ متر بالاتر از سطح دریا واقع شده‌است.